# Domingo de Salazar

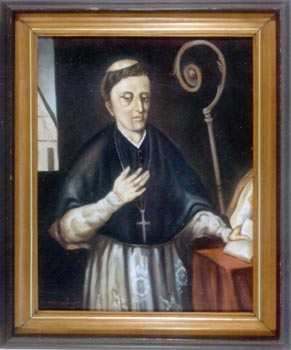
Domingo de Salazar

Domingo de Salazar (Rioja, 1512 - 4 december 1594) was de eerste bisschop van het bisdom Manilla. Een jaar na zijn dood werd dit bisdom verheven tot aartsbisdom en werd zijn opvolger benoemd tot eerste aartsbisschop van Manilla.
Salazar, die zijn opleiding als Dominicaan genoot in Salamanca was gedurende 40 jaar missionaris in Nieuw-Spanje (het huidige Mexico). Na zijn terugkeer werd hij benoemd tot hoofd van de Dominicaanse kloosterorde. Op 6 februari 1579 werd hij benoemd tot bisschop van Manilla en reisde hij eerst richting Nieuw-Spanje, waarvandaan hij op 29 maart 1581 weer vertrok met het Manillagaljoen San Martin richting de Filipijnen. De reis verliep voorspoedig en in juli 1581 kwam het schip aan in de Filipijnen ter hoogte van de San Bernardinostraat. Omdat het galjoen te laat in het seizoen vertrokken was was het vanwege de veranderde windrichting onmogelijk geworden om vanaf de zuidpunt van Luzon naar Manilla in het noordwesten te zeilen. Daarop besloot Salazar en een grote groep van zijn medepassagiers waaronder een aantal Jezuïeten de rest van de tocht van Zuid-Luzon naar Manilla te voet af te leggen. Op 17 september 1581 arriveerde Salazar uiteindelijk in Manilla, waar hij geïnstalleerd werd als de eerste bisschop van het nieuwe bisdom..
Salazar overleed 13 jaar later op 4 december 1594 en werd opgevolgd door Ignacio Santibáñez.